# Кашин, Валерий Васильевич
Вале́рий Васи́льевич Ка́шин (род. 14 декабря 1940, Балхаш) — российский философ и культуролог, доктор философских наук, профессор. Заведующий кафедрой философии ФГБОУ ВО Оренбургский ГАУ, профессор кафедры философии Оренбургского государственного университета. Сферы научных интересов — философия, культурология, история, психология. Автор научных монографий, статей, учебных пособий, книг.
В 2001 году защитил докторскую диссертацию по ВАК 09.00.01, тема — «Генезис понимания: Онтологический и гносеологический аспекты», специальность — «Онтология и теория познания».

### Пособия для студентов
- Введение в историю философии: Пособие для студентов и асп.. — Оренбург: 1996. — 80 с. ISBN 5-88838-017-2
- Социальная философия : Пособие для студентов и аспирантов / / Кашин В. В. ; Оренбург. гос. аграр. ун-т, Каф. философии — Ч. 2. — Оренбург : ОГАУ, 1998. — 80 с ISBN 5-8490-0058-5
- Формальная логика : [Учеб. пособие для высш. с.-х. учеб. заведений] / Кашин В. В.; Оренбург. гос. аграр. ун-т, Каф. философии. — Оренбург : Изд-во Оренбург. гос. аграр. ун-та, 1995. — 76 с.; 20 см; ISBN 5-88838-009-1

### Научные статьи
- Идея бессмертия человеческой личности Кашин В. В.1, Пономаренко Н. В.2 1-Оренбургский государственный университет 2-Оренбургская государственная медицинская академия; 10.06.2014;
- Концепция виртуальной реальности Жана Бодрийяра; Закирова Т. В., Кашин В. В. ; 24.12.2010; • КОСМИЧЕСКАЯ ФИЛОСОФИЯ КОНСТАНТИНА ЦИОЛКОВСКОГО, ВЕСТНИК ОРЕНБУРГСКОГО ГОСУДАРСТВЕННОГО УНИВЕРСИТЕТА Издательство: Оренбургский государственный университет (Оренбург) ISSN: 1814-6457eISSN: 1814-6465 Номер: 9 (73) Год: 2007
- Чарльз Пирс о репрезентирующей функции знака, Кашин В. В., Мусин Д. З., Оренбургский государственный университет • 200_ЛЕТНИЙ ЮБИЛЕЙ ЧАРЛЬЗА ДАРВИНА ВЕСТНИК ОРЕНБУРГСКОГО ГОСУДАРСТВЕННОГО УНИВЕРСИТЕТА Издательство: Оренбургский государственный университет (Оренбург) ISSN: 1814-6457eISSN: 1814-6465 Номер: 1 (107) Год: 2009

### Книги
- Онтологические и гносеологические проблемы генезиса понимания / Кашин В. В.; М-во образования Рос. Федерации. Башк. гос. ун-т. — Уфа : Башк. ун-т, 2000. — 182 с.; 21 см; ISBN 5-7477-0463-X

### Учебные пособия
- Основы философии науки Оренбург 2006 Министерство образования и науки Российской Федерации, Федеральное Агентство по образованию, Государственное образовательное учреждение высшего профессионального образования «Оренбургский государственный университет» Кафедра социальной философии, Рекомендовано в качестве учебного пособия для аспирантов Издательство «Бибком»
- Философия наук о живой природе Оренбург 2006 Министерство образования и науки Российской Федерации, Федеральное Агентство по образованию, Государственное образовательное учреждение высшего профессионального образования «Оренбургский государственный университет» Кафедра социальной философии, Рекомендовано в качестве учебного пособия для аспирантов Издательство «Бибком»
- Формальная логика : Учеб. пособие / Д. А. Нуриев, В. В. Кашин; М-во образования Рос. Федерации. Башк. гос. ун-т. — Уфа : Башк. ун-т, 2001. — 182 с. : ил., табл.; 20 см; ISBN 5-7477-0457-5
- Философия наук о живой природе Министерство образования и науки Российской Федерации, Федеральное Агентство по образованию, Государственное образовательное учреждение высшего профессионального образования «Оренбургский государственный университет» Кафедра социальной философии, Рекомендовано в качестве учебного пособия для аспирантов 2006